# Giancarlo Caselli
Pour les articles homonymes, voir Caselli.
Giancarlo Caselli, né le 9 mai 1939 à Alexandrie est une personnalité et un magistrat italien.

## Biographie
De 1993 à 1999, en tant que procureur de la République à Palerme, Giancarlo Caselli joue un rôle décisif dans la lutte contre la mafia. Depuis 2008, il est procureur de la République à Turin.